# Kimmo Tiilikainen
Kimmo Tiilikainen (ur. 17 sierpnia 1966 w Ruokolahti) – fiński polityk, rolnik i leśnik, poseł do Eduskunty, w latach 2007–2008 minister środowiska, od 2015 do 2017 minister rolnictwa i środowiska, w latach 2017–2019 minister środowiska i energii.

## Życiorys
Ukończył w 1991 studia z zakresu nauk rolnych i leśnych na Uniwersytecie w Joensuu. Pracował w branży rolnej, w latach 90. został wybrany na przewodniczącego fińskiego zrzeszenia rolnictwa ekologicznego. W 1995 kandydował bez powodzenia do parlamentu jako bezpartyjny z ramienia Ligi Zielonych. Przeszedł wkrótce do Partii Centrum, z jej ramienia w 1999 ponownie bezskutecznie ubiegał się o mandat poselski.
Na deputowanego po raz pierwszy został wybrany w 2003. Z powodzeniem ubiegał się o reelekcję w wyborach w 2007, 2011 i 2015. Wybierany również na radnego swojej rodzinnej miejscowości. Od września 2007 do kwietnia 2008 tymczasowo pełnił obowiązki ministra środowiska w rządzie Mattiego Vanhanena (w związku z urlopem macierzyńskim Pauli Lehtomäki). W kadencji 2011–2015 kierował klubem poselskim Partii Centrum. 29 maja 2015 wszedł w skład nowego gabinetu Juhy Sipili jako minister rolnictwa i środowiska. W maju 2017 w wyniku zmian w rządzie przeszedł na stanowisko ministra środowiska i energii. Urząd ten sprawował do czerwca 2019.